# Bjarni Mark Antonsson
Bjarni Mark Antonsson, född 27 december 1995, är en isländsk fotbollsspelare som senast spelade för IK Brage.

## Karriär
Antonssons moderklubb är KA. Säsongen 2014 spelade han två matcher för klubben i 1. deild karla. Säsongen 2015 spelade Antonsson 19 matcher och gjorde två mål för Fjarðabyggð. I mars 2016 värvades Antonsson av Kristianstad FC. I april 2018 återvände han till KA.
I januari 2019 värvades Antonsson av IK Brage. Han gjorde sin Superettan-debut den 1 april 2019 i en 2–0-vinst över IK Frej. Efter säsongen 2021 lämnade Antonsson klubben.